# Łesia Kalitowśka
Łesia Mychajliwna Kalitowśka (ukr. Леся Михайлівна Калітовська, ur. 13 lutego 1988 w Pogorzelisku) – ukraińska kolarka torowa, brązowa medalistka olimpijska, wicemistrzyni świata.
Na igrzyskach olimpijskich w Pekinie w 2008 roku zdobyła brązowy medal w wyścigu indywidualnym na dochodzenie, a w wyścigu punktowym była piąta. W tym samym roku, podczas mistrzostw świata w Manchesterze zdobyła srebrny medal w drużynowym wyścigu na dochodzenie. Jest także dwukrotną mistrzynią świata juniorów w wyścigu na dochodzenie (2005, 2006). srebrna medalistka mistrzostw świata seniorów drużynowo (2008).